# 카쿠 소
카쿠 소(일본어: 佳久 創, 1990년 10월 28일 ~ )는 일본의 배우이다. 아이치현 나고야시 출신이며, 아크로스 엔터테인먼트 소속이다.